# ریکاردو آرونا
ریکاردو آرونا (انگلیسی: Ricardo Arona؛ زادهٔ ۱۷ ژوئیهٔ ۱۹۷۸) ورزشکار هنرهای رزمی ترکیبی اهل برزیل است.